# Badener AC
Der Badener AC, kurz BAC, ist ein Sportverein aus der niederösterreichischen Stadt Baden bei Wien in Österreich. Der Verein besteht aus zwölf Zweigvereinen.

Sponsorfreies Vereinswappen

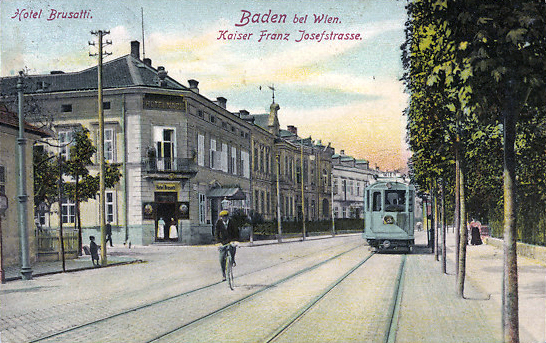
Hotel Brusatti (Ansichtskarte 1909): im Februar 1899 Gründungslokal der Fußball-Sektion des Badener AC.

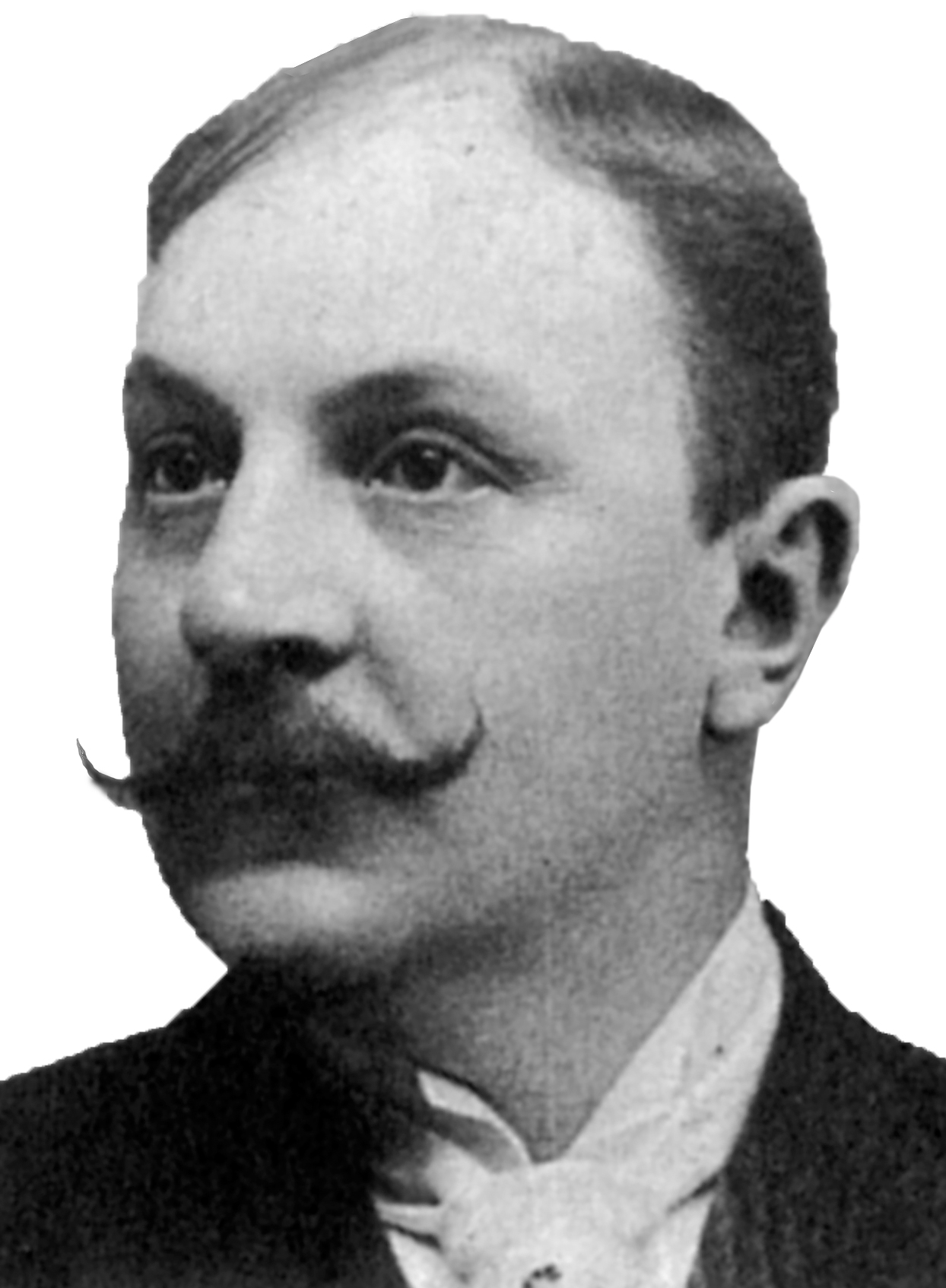
Alexander Prinz zu Solms-Braunfels (Aufnahme um 1893): im Oktober 1899 Proponent des Vereins Internationaler Sportplatz, Baden

## Geschichte
Am 19. Februar 1899 fand im Anschluss an ein Übungsspiel die constituierende Versammlung der Section Baden des „First Vienna Football-Clubs“ statt (Veranstaltungsort: Hotel Nagel und Brusatti, Baden). Dieses Datum wird heute als Gründungstag des Zweigvereins Fußball des Badener AC erachtet.
Am 14. Juli 1899 wurden in einer im Curhaussaale abgehaltenen Versammlung durch die Wahl eines engeren Comités vorbereitende Schritte zur Gründung eines Vereins für athletischen Sport gesetzt. — Dieser Verein konstituierte sich, bei Übernahme der Section Baden des „First Vienna Football-Clubs“, am 21. Oktober 1899 im Badener Hotel Zur Stadt Wien unter dem Namen Verein Internationaler Sportplatz, Baden.
Der 8 ½ Joch große, nächst dem Bahnhof gelegene Grundcomplex, auf welchem acht (Rasen-)Tennisplätze, zwei große Fußballplätze, eine Laufbahn, ein Platz für leichte Athletik und Eislauf sowie eine einen Kilometer lange Radfahrbahn errichtet werden sollten, wurde vorerst für 20 Jahre gepachtet.
Mit der konstituierenden Generalversammlung, vorgesessen von Alexander Prinz zu Solms-Braunfels, dem ersten Präsidenten des Trabrennvereins zu Baden bei Wien, dürfte auch der Zweigverein Tennis ins Leben gerufen bzw. inkorporiert worden sein. Mit einem internationalen, auch Frauen offenen Tennisturnier wurde am 29. Juni 1900 der Städtische Sportplatz (BAC) eröffnet.
Die weiteren Zweigvereine und deren Gründungsjahr:
- 1924 Handball
- 1924 Leichtathletik
- 1924 Tischtennis (Gründungsversammlung: 9. Oktober 1924; älteste Tischtennisgemeinschaft des Kontinents) [8]
- 1947 Schwimmen (heute: Wasserball)
- 1947 Stemmen (heute: Gewichtheben)
- 1949 Boxen
- 1961 Minigolf
- 1962 Sportkegeln (heute: Kegeln)
- 1997 Tanzsport
- 2012 Radsport

Im Jahr 2001 hatte der BAC samt Zweigvereinen 1128 Mitglieder.
Der Badener AC, der, gefolgt vom SC Herzogenburg, der älteste Verein des heutigen Niederösterreich ist, prägte, gemeinsam mit dem SC Germania Schwechat, vor allem um 1900 das Fußballgeschehen im Kronland. Viele der damaligen Konkurrenten gehören jedoch seit der Erhebung Wiens zum Bundesland nicht mehr zu Niederösterreich. Ein Badener Fußball-Club feierte bereits früh Erfolge. Beim ersten großen Fußballturnier Österreich-Ungarns, dem Kaiser-Franz-Joseph-Jubiläums-Turnier von 1898, belegte der FC Baden den dritten von zwölf Plätzen.
Im Jahre 1911 kam es zur Einführung der niederösterreichischen Fußballmeisterschaft, an der die Badener regelmäßig teilnahmen. Als niederösterreichischer Verein blieb vorerst die Teilnahme an der österreichischen Meisterschaft, die anfangs auf Wien konzentriert war, verwehrt. Im Winter 1928 stand der Verein aufgrund finanzieller Schwierigkeiten kurz vor der Auflösung. Zu Beginn der 1930er konnte der Verein schließlich seine größten Erfolge feiern. In den Jahren 1932 und 1935 gelang der Titelgewinn des niederösterreichischen Landesmeisters. Im Jahre 1932 gelang mit dem Gewinn des Landescups sogar das „niederösterreichische Double“. Der Badener AC nahm auch in dieser Zeit mehrmals an den österreichischen Amateur-Staatsmeisterschaften teil und konnte im Jahr 1935 den Titel mit einem umstrittenen Finalerfolg gegen den Salzburger AK 1914 sogar gewinnen.
Nach dem Zweiten Weltkrieg spielte der Klub zumeist in der Regionalliga Ost und der Niederösterreichischen Landesliga und gehörte damit der zweiten bis dritten Spielstufe in Österreich an. Auf regionaler Ebene konnte man mit dem erneuten Gewinn des niederösterreichischen Pokals 1946 durchaus Erfolge verzeichnen. Einen schönen Saisonhöhepunkt bildeten in den 1950er Jahren der internationale Thermal-Cup, an dem neben dem Badner AC, der Schweizer FC Baden und der deutsche SC Baden-Baden teilnahmen.
Nach dem Aufstieg in die zweitklassige Regionalliga Ost, erfolgte in der Spielsaison 1966/67 der sofortige Wiederabstieg. 1972 konnte der Badener AC jedoch erneut aufsteigen und qualifizierte sich mit einem dritten Platz in der Saison 1973/74 sogar für die Relegation zur Bundesliga, die jedoch gegen SV Rapid Lienz mit einem Gesamtscore von 0:2 verloren ging. Im Jahre 1982 erreichten die Niederösterreicher gemeinsam mit dem UFC Purbach den Aufstieg in die 2. Division der Bundesliga. In der Saison 1982/83 verpasste man erneut mit dem dritten Rang und nur zwei Punkten Rückstand knapp den ersten Aufstieg in die 1. Bundesliga. Zu dieser besten BAC-Mannschaft gehörten der Tormann Otto Sysel, die Abwehrspieler Josef Nikolai, Roman Groll, Fritz Tasch und Matejka. Im Mittelfeld spielten zumeist Armin Panzenböck, Johann Drabek und Franz Spring. Als Stürmer fungierten Otto Huterer, Erwin Hohlbaum und Erwin Brenninger. Eine Vielzahl dieser Fußballer spielte in ihrem weiteren Karriereverlauf bei österreichischen Spitzenvereinen wie dem Rekordmeister SK Rapid Wien, der Austria und der Vienna.
In der Saison 1984/85 musste man kurz vor der Bundesligareform die zweithöchste Spielklasse verlassen und stieg wieder in die Regionalliga ab. Bis zum Ende der 1990er häufte sich bei dem Verein ein riesiger Schuldenberg an. Die besten Spieler mussten abgegeben werden und der Fall in die Bedeutungslosigkeit bis in die letzte niederösterreichische Spielklasse nahm seinen Lauf. Ein Hoffnungsschimmer des mittlerweile unterklassigen Badener AC stellt dessen hervorragende Jugendarbeit dar. Vor allem in den 1980er und 1990er Jahren schafften Talente des BAC, wie Drabek, Hohlbaum, Mario Kreiker, Georg Kossina, Günther Opel, Gerhard Rodax (Admira Wacker, 1990 – Atlético Madrid, Rapid Wien), Erwin Hoffer (Admira Wacker, SK Rapid Wien, 2009 – SSC Neapel, 1. FC Kaiserslautern) den Sprung in die Bundesliga bzw. ins Ausland.
Der Gesamtverein stellte und stellt Welt- und Europameister, Staats- und Landesmeister und auch viele hervorragend Platzierte. Insgesamt nehmen jährlich mehr als 40 Mannschaften erfolgreich an Meisterschaften teil. — Im Zusammenhang mit dem 100-Jahr-Bestandsjubiläum wurde die städtischen Sportanlage saniert sowie für die nicht platzbenützenden Zweigvereine eine Jubiläumssubvention erreicht. Im Rollettmuseum wurde vom 16. April bis 25. Juni 1999 die Ausstellung „100 Jahre BAC“ gezeigt.

## Erfolge des Zweigvereins Fußball
- 1 × Österreichischer Amateur-Staatsmeister: 1935
- 2 × Niederösterreichischer Landesmeister: 1932, 1935
- 2 × Niederösterreichischer Cupsieger: 1932, 1946